# Acanthoptilum album
Acanthoptilum album är en korallart som beskrevs av Nutting 1909. Acanthoptilum album ingår i släktet Acanthoptilum och familjen Virgulariidae. Inga underarter finns listade i Catalogue of Life.